# Gustav Harpner

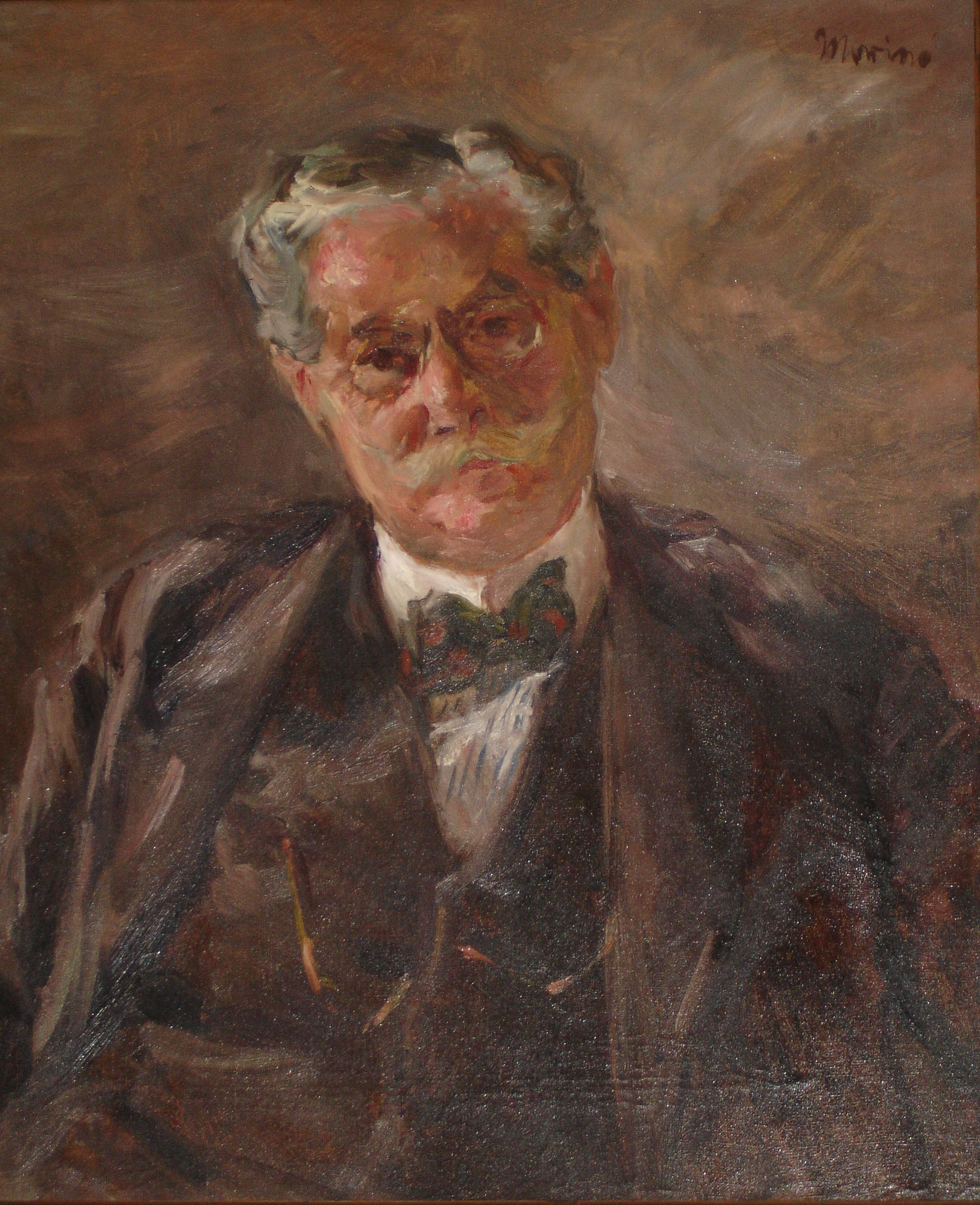
Portrait Gustav Harpner

Gustav Harpner (* 27. März 1864 in Brünn, Kaisertum Österreich; † 10. April 1924 in Wien) war ein österreichischer Rechtsanwalt und galt als eine „der markantesten Gestalten des österreichischen Anwaltstandes“ und „einer der gesuchtesten und erfolgreichsten Anwälte Wiens“.

## Leben
Harpner absolvierte seine Schulausbildung in Brünn und studierte ab Wintersemester 1881/1882 Rechtswissenschaften an der Universität Wien. Am 6. November 1886 schloss er das Studium mit dem Doktorat ab, wurde 1893 in die Liste der niederösterreichischen Rechtsanwälte aufgenommen und führte bis 1908 eine Kanzleigemeinschaft mit Gustav Fried, danach mit Leopold Katz.
1895 heiratete Harpner die jüdische Arzttochter Therese Tauszky. In den folgenden Jahren kamen die drei Kinder des Ehepaares zur Welt: Franz (* 1897), Otto (* 1900) und Marie (* 1908). 1902 trat Harpner zum römisch-katholischen Glauben über und erhielt 1904 das Heimatrecht in Wien.

## Wirken
Vom Amtsverteidiger in „Anarchisten“-Prozessen stieg Harpner zum wichtigsten Parteianwalt der aufstrebenden Sozialdemokratie auf. Er wurde zum Hausanwalt Viktor Adlers, vertrat Karl Seitz, Wilhelm Ellenbogen, Franz Schuhmeier, Engelbert Pernerstorfer, Leopold Winarsky, Alois Krejci, Anna Boschek, Marie Krasa und zahlreiche andere weniger bekannte Führer der Sozialdemokratie.
Er war auch Anwalt der sozialdemokratischen Eisenbahner- sowie Lehrergewerkschaft und ihrer Funktionäre (Josef Tomschik, Alexander Täubler, Josef Enslein) und der „Arbeiter-Zeitung“ und ihrer Redakteure (Friedrich Austerlitz, Jakob Reumann, Max Winter, Emil Kralik, August Radimsky u. a.), verteidigte den späteren Schulreformer der Ersten Republik Otto Glöckel vor dem Kriegsgericht und Friedrich Adler vor dem Ausnahmegericht im Stürgkh-Mord-Prozess. Großes Aufsehen erregte seine Vertretung der Kläger im Prozess gegen den Historiker Heinrich Friedjung und die „Reichspost“ und die Verteidigung Tomáš Garrigue Masaryks im Zuge des Polnáer-Ritualmord-Prozesses.
Außerdem machte er sich als Anwalt der Kultur- und Musikszene einen Namen und vertrat etwa Hermann Bahr sowie die von Bahr anfänglich mitherausgegebene „Die Zeit“, die Zeitung der „Sozialpolitiker“, weiters Arthur Schnitzler, Karl Kraus, Siegfried Trebitsch, Kolo Moser, Josef Engelhart, Anna Bahr-Mildenburg, Franz Lehár, Leopold Godowsky und Alma Mahler-Werfel.
1919 wurde Harpner von Karl Renner zum Anwalt der Republik bestellt und hatte in dieser Funktion deren Interessen betreffend das aufgrund des Habsburgergesetzes konfiszierte Vermögen zu vertreten. Auch an der Entstehung und Novellierung des Habsburgergesetzes war Harpner maßgeblich beteiligt. 1919 wurde er Mitglied des österreichischen Verfassungsgerichtshofes, dem damals auch Hans Kelsen angehörte, 1921 Präsident des Kriegsgeschädigtenfonds und 1922 Präsident der Rechtsanwaltskammer in Wien.
Daneben führte Harpner weiterhin seine Kanzlei und zählte zu seinen Mandanten wie zuvor den „ärmsten Lokomotivführer ebenso [...] wie [...] Industrielle und Bankiers“.  Nach seinem Tod übernahm zunächst sein Teilhaber Leopold Katz die Kanzlei, in die nach Beendigung seines Studiums auch Harpners Sohn Otto eintrat. Beide wurden 1938 aus „rassischen“ Gründen aus der Anwaltsliste gelöscht. Katz beging im Jänner 1939 in Wien Selbstmord, Gustav Harpners Familie emigrierte 1938/1939 nach England.

## Werke
- Gustav Harpner: Das österreichische Strafverfahren. Rechte und Pflichten der Behörden und Staatsbürger. Leitsatzlich dargestellt, Wien o. J. [1898]